# June Andenæs
June Andenæs (* 9. Juni 1983 in Vereide, Norwegen) ist eine ehemalige norwegische Handballspielerin, die zuletzt für den norwegischen Erstligisten Vipers Kristiansand auflief.

## Karriere

### Im Verein
Andenæs begann das Handballspielen bei Fjellhug/Vereide IL. Nachdem die Kreisläuferin anschließend für Gloppen Handballklubb gespielt hatte, wechselte sie im Jahr 2003 zu Bjørnar IL. Fünf Jahre später schloss sie sich dem Erstligisten Levanger HK an. Im Jahr 2011 wechselte Andenæs zum Ligakonkurrenten Byåsen IL. Ab dem Sommer 2013 stand sie beim russischen Verein GK Lada Toljatti unter Vertrag. Sie war die erste Skandinavierin, die in der höchsten russischen Spielklasse auflief. Nachdem Andenæs schwanger wurde, kehrte sie im März 2014 in ihre Heimat zurück. Nach ihrer Schwangerschaft gab sie im Dezember 2014 ihr Comeback für Levanger HK.
Andenæs lief in der Saison 2015/16 für Molde HK auf. Anschließend stand sie bei Glassverket IF unter Vertrag. Nachdem Andenæs nach einer Kreuzbandverletzung im November 2016 ausgefallen war, schloss sie sich im Januar 2018 Larvik HK an. Ab dem Sommer 2019 stand sie beim Erstligisten Vipers Kristiansand unter Vertrag. In der Saison 2019/20 gewann sie mit den Vipers die Vorrunde der norwegischen Meisterschaft sowie den norwegischen Pokal. Aufgrund der COVID-19-Pandemie wurden im März 2020 die Play-offs der norwegischen Liga abgesetzt. Mit den Vipers gewann sie 2020 und 2021 die norwegische Meisterschaft sowie 2021 die EHF Champions League. Nach der Saison 2020/21 beendete sie ihre Karriere.

### In der Nationalmannschaft
Andenæs bestritt am 31. Juli 2010 ihr einziges Länderspiel für die norwegische A-Nationalmannschaft. Weiterhin lief sie zwei Jahre später vier Mal für die norwegische B-Auswahl auf.